# Aporia (film 2023)
Aporia  è un film di fantascienza del 2023 diretto da Jared Moshe.

## Trama
Dopo la morte di Malcolm in un incidente stradale, il suo amico Jabir ha portato a termine una macchina del tempo che è in grado di generare una piccola esplosione di energia nel passato, in un preciso punto dello spazio. D'accordo con Sophie, vedova di Malcolm, Jabir usa la macchina per uccidere con una scarica nel cervello Darby, l'investitore di Malcolm. Il marito di Sophie torna così in vita, ma i cambiamenti nel passato generano nuovi effetti negativi a cui Jabir, Sophie e Malcolm cercano di rimediare usando altre volte la macchina. 

## Distribuzione
La pellicola è stata presentata al Fantasia International Film Festival nell'estate 2023.